# Ruf 3800 S
La Ruf 3800 S est une voiture construite par Ruf Automobile sur la base des nouvelles Porsche Boxster et Porsche Cayman. Elle a été présentée au Salon de Genève 2013. Elle mélange le groupe motopropulseur de la 911 avec le châssis de la Porsche Boxster Type 981.
Le moteur d'origine a été enlevé, tout comme l'ensemble de la suspension. Le moteur de la 911 est modifié, puis installé dans le châssis de la voiture, la suspension est optimisée.
Le RUF 3800 S est disponible sur la base Boxster ou Cayman. Les deux modèles sont équipés d'un moteur six cylindres à plat Ruf de 3,8 litres, ce qui donne une puissance de 420 ch à 7 400 tr/min et un couple de 450 N m à 5 600 tr/min. La boîte de vitesses à double embrayage permet une nouvelle expérience complète de conduite dynamique. Le moteur est placé au milieu (position centrale arrière), comme le boxster dont il est issu à la base, pour une meilleure répartition des masses.